# Костёл Святого Игнатия Лойолы (Прага)
Костёл Святого Игнатия Лойолы (чеш. Kostel svatého Ignáce z Loyoly) — ранне-барочный храм в Праге. Находится примерно на середине восточной стороны Карловой площади на углу улицы Ечна.
Храм был построен итальянским архитектором Карло Лураго в 1665—1678 годах для монахов ордена иезуитов. На фронтоне главного фасада располагается скульптура основателя ордена Игнатия де Лойолы. Интерьер богато украшен с использованием стукко. Статуи святых внутри здания выполнены И. Ф. Платцером, Я. Й. Бендлом и другими скульпторами. Главная фреска за алтарём написана Я. Й. Гайншем.
По соседству с храмом располагаются здания Новоместского коллегиума иезуитов, которые были построены на месте 23 домов и 13 садов. Теперь эти строения используются для больничных целей.